# Rugbi a l'Afganistan

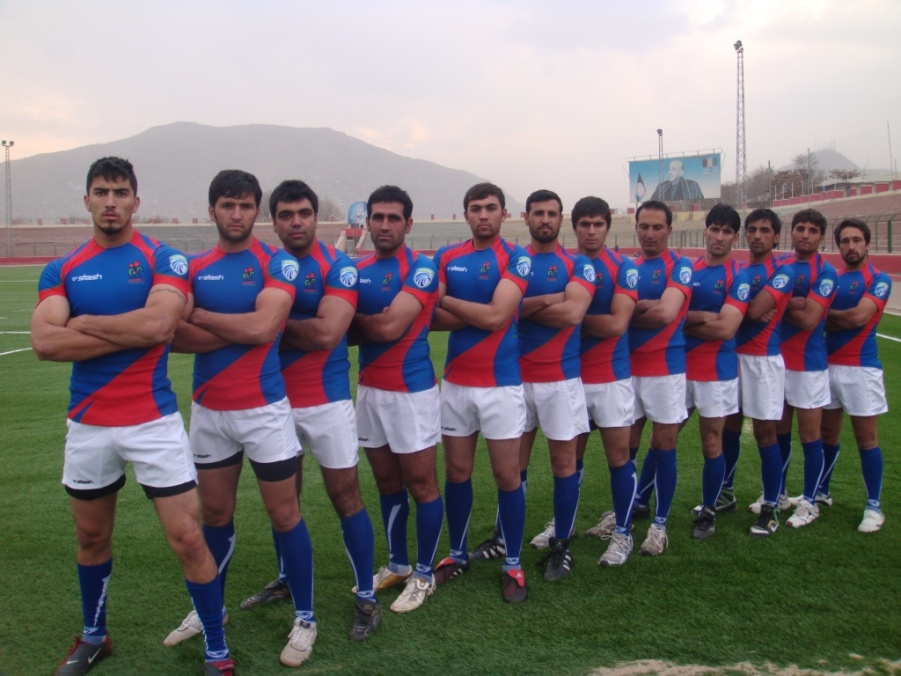
Equip de rugbi afganès

El rugbi a l'Afganistan és un esport relativament nou, més es creix en popularitat. El primer equip local es va formar el 2011, i va jugar el seu primer partit, descalç, contra soldats de les forces especials neozelandès (Special Air Service) a la Zona Verda de Kabul. El Primer torneig oficial de rugbi a l'Afganistan va ser patrocinat per l'Ambaixada Britànica al desembre de 2011. El primer partit estranger de l'equip afganès s'ha fet perquè juagar una exposició de rugbi a 7 contra els Emirats Àrabs Units el 27 d'abril de 2012. També està programat per jugar al Bournemouth Sevens in Glastonbury al juny 2012.

## Afghanistan Rugby Federation
The Afghanistan Rugbi Federation (ARF) es va registrar amb la Comitè Olímpic Nacional, República Islàmica de l'Afganistan, el 2010.